# Atletica leggera ai IX Giochi paralimpici estivi
L'atletica leggera ai IX Giochi paralimpici estivi di Barcellona si è svolta dal 3 al 14 settembre 1992 presso lo stadio olimpico Lluís Companys. Hanno gareggiato 75 nazioni, con 928 partecipanti (723 uomini e 205 donne), per un totale di 214 eventi, 152 maschili e 62 femminili. Verificatisi due pareggi, al primo posto nei 100 metri piani (cat. B1) e al terzo posto nel salto in alto (cat. B2), sono state assegnate 215 medaglie d'oro e 215 di bronzo.
Per i Giochi di Barcellona, nuoto, atletica leggera e tennistavolo hanno utilizzato il sistema di classificazione medica già in vigore, mentre una serie di altri sport iniziavano a passare a un sistema di classificazione basato sulla funzionalità.
I Giochi paralimpici del 1992 per persone con handicap mentale si sono tenuti a Madrid, presso l'Università politecnica di Madrid, tra il 15 e il 22 settembre nello stesso anno.

## Nazioni partecipanti
- Algeria (2)
- Argentina (9)
- Australia (49)
- Austria (18)
- Bahrein (3)
- Belgio (18)
- Birmania (1)
- Brasile (13)
- Bulgaria (5)
- Canada (47)
- Cecoslovacchia (14)
- Cina (12)
- Cipro (2)
- Colombia (3)
- Corea del Sud (12)
- Costa Rica (2)
- Croazia (1)
- Cuba (8)
- Danimarca (3)
- Ecuador (3)
- Egitto (9)
- Estonia (3)
- Finlandia (13)
- Francia (18)
- Germania (63)
- Giamaica (3)
- Giappone (20)
- Grecia (5)
- Hong Kong (6)
- India (9)
- Iran (14)
- Iraq (7)
- Irlanda (28)
- Islanda (2)
- Israele (5)
- Italia (27)
- Kenya (13)
- Kuwait (13)
- Lettonia (2)
- Lituania (4)
- Macao (2)
- Malaysia (5)
- Marocco (2)
- Messico (13)
- Namibia (2)
- Nigeria (1)
- Norvegia (9)
- Nuova Zelanda (6)
- Oman (4)
- Paesi Bassi (15)
- Pakistan (1)
- Panama (2)
- Paratleti indipendenti (7)
- Polonia (10)
- Portogallo (11)
- Porto Rico (3)
- Regno Unito (62)
- Rep. Dominicana (1)
- Seychelles (2)
- Singapore (4)
- Slovenia (5)
- Spagna (67)
- Squadra Unificata (19)
- Stati Uniti (122)
- Sudafrica (8)
- Svezia (14)
- Svizzera (19)
- Taipei cinese (5)
- Thailandia (4)
- Tunisia (1)
- Ungheria (6)
- Uruguay (2)
- Venezuela (3)
- Yemen (2)

## Medagliere[3]
Nazione ospitante 
| Posizione | Paese                  | Oro | Argento | Bronzo | Totale |
| --------- | ---------------------- | --- | ------- | ------ | ------ |
| 1         | Stati Uniti            | 40  | 25      | 31     | 96     |
| 2         | Spagna                 | 22  | 14      | 12     | 48     |
| 3         | Germania               | 20  | 19      | 24     | 63     |
| 4         | Canada                 | 16  | 15      | 15     | 46     |
| 5         | Regno Unito            | 15  | 20      | 16     | 51     |
| 6         | Australia              | 13  | 15      | 12     | 40     |
| 7         | Squadra Unificata      | 11  | 10      | 7      | 28     |
| 8         | Cina                   | 8   | 4       | 3      | 15     |
| 9         | Svizzera               | 6   | 12      | 7      | 25     |
| 10        | Francia                | 6   | 7       | 5      | 18     |
| 11        | Polonia                | 6   | 5       | 5      | 16     |
| 12        | Corea del Sud          | 4   | 7       | 4      | 15     |
| 13        | Danimarca              | 4   | 5       | 0      | 9      |
| 14        | Egitto                 | 4   | 4       | 1      | 9      |
| 15        | Cecoslovacchia         | 4   | 2       | 5      | 11     |
| 16        | Paesi Bassi            | 3   | 3       | 3      | 9      |
| 17        | Cuba                   | 3   | 2       | 3      | 8      |
| 18        | Sudafrica              | 3   | 1       | 3      | 7      |
| 19        | Portogallo             | 3   | 1       | 2      | 6      |
| 20        | Brasile                | 3   | 0       | 1      | 4      |
| 21        | Austria                | 2   | 3       | 6      | 11     |
| 22        | Belgio                 | 2   | 3       | 1      | 6      |
| 23        | Italia                 | 2   | 2       | 6      | 10     |
| 24        | Finlandia              | 2   | 2       | 4      | 8      |
| 25        | Giappone               | 2   | 1       | 5      | 8      |
| 26        | Slovenia               | 2   | 0       | 1      | 3      |
| 27        | Nigeria                | 2   | 0       | 0      | 2      |
| 28        | Kuwait                 | 1   | 3       | 0      | 4      |
| 29        | Bulgaria               | 1   | 2       | 0      | 3      |
| 29        | Panama                 | 1   | 2       | 0      | 3      |
| 31        | Argentina              | 1   | 1       | 0      | 2      |
| 31        | Paratleti indipendenti | 1   | 1       | 0      | 2      |
| 33        | Kenya                  | 1   | 0       | 1      | 2      |
| 34        | Nuova Zelanda          | 1   | 0       | 0      | 1      |
| 35        | Svezia                 | 0   | 6       | 2      | 8      |
| 36        | Lituania               | 0   | 4       | 3      | 7      |
| 37        | Norvegia               | 0   | 2       | 4      | 6      |
| 38        | Grecia                 | 0   | 2       | 1      | 3      |
| 38        | Iran                   | 0   | 2       | 1      | 3      |
| 38        | Irlanda                | 0   | 2       | 1      | 3      |
| 41        | Messico                | 0   | 1       | 8      | 9      |
| 42        | Giamaica               | 0   | 1       | 2      | 3      |
| 43        | Hong Kong              | 0   | 1       | 1      | 2      |
| 44        | Estonia                | 0   | 1       | 0      | 1      |
| 45        | Islanda                | 0   | 0       | 2      | 2      |
| 46        | Bahrein                | 0   | 0       | 1      | 1      |
| 46        | Croazia                | 0   | 0       | 1      | 1      |
| 46        | Ungheria               | 0   | 0       | 1      | 1      |
| 46        | Iraq                   | 0   | 0       | 1      | 1      |
| 46        | Malaysia               | 0   | 0       | 1      | 1      |
| 46        | Thailandia             | 0   | 0       | 1      | 1      |
| 46        | Venezuela              | 0   | 0       | 1      | 1      |
| Totale    | Totale                 | 215 | 213     | 215    | 643    |

## Podi[1]

### Gare maschili
| Evento                 | Cat.   | Oro                                                                                                   | Argento                                                                       | Bronzo                                                               |
| ---------------------- | ------ | --- | ----------------------------------------------------------------------------- | -------------------------------------------------------------------- |
| 100 m                  | B1     | Sergej Sevost'janov Julio Requena                                                                     | Non assegnata                                                                 | José Manuel Rodríguez Ibáñez                                         |
| 100 m                  | B2     | Marcelino Paz                                                                                         | Omar Turro Moya                                                               | Miroslaw Pych                                                        |
| 100 m                  | B3     | Aldo Manganaro                                                                                        | Uwe Mehlmann                                                                  | Enrique Cepeda Caballero                                             |
| 100 m                  | C3–4   | David Larson                                                                                          | Ross Davis                                                                    | Joe Zuppanic                                                         |
| 100 m                  | C5     | Larry Banks                                                                                           | Paul Hughes                                                                   | Jaime Romaguera                                                      |
| 100 m                  | C6     | Freeman Register                                                                                      | Du Chun Kim                                                                   | Eric Stenback                                                        |
| 100 m                  | C7     | Peter Haber                                                                                           | Sung Kook Kang                                                                | Yiu Cheung                                                           |
| 100 m                  | C8     | Frank Bruno                                                                                           | Shing Chung Chan                                                              | Thomas Dietz                                                         |
| 100 m                  | TS1    | Joe Gaetani                                                                                           | Lukas Christen                                                                | Gunther Belitz                                                       |
| 100 m                  | TS2    | Tony Volpentest                                                                                       | Dennis Oehler                                                                 | Neil Fuller                                                          |
| 100 m                  | TS4    | Ajibola Adeoye                                                                                        | Nigel Coultas                                                                 | Geir Sverrisson                                                      |
| 100 m                  | TW1    | Bart Dodson                                                                                           | Hans Lubbering                                                                | Giuseppe Forni                                                       |
| 100 m                  | TW2    | Paul Nitz                                                                                             | André Beaudoin                                                                | Bradley Ramage                                                       |
| 100 m                  | TW3    | Andrew Hodge                                                                                          | John Lindsay                                                                  | Chris Hallam                                                         |
| 100 m                  | TW4    | Claude Issorat                                                                                        | Håkan Eriksson                                                                | Robert Figl                                                          |
| 200 m                  | B1     | Carlos Conceição Lopes                                                                                | Julio Requena                                                                 | Darren Collins                                                       |
| 200 m                  | B2     | Marcelino Paz                                                                                         | Ingo Geffers                                                                  | Omar Turro Moya                                                      |
| 200 m                  | B3     | Uwe Mehlmann                                                                                          | Aldo Manganaro                                                                | Brian Pegram                                                         |
| 200 m                  | C3–4   | David Larson                                                                                          | Ross Davis                                                                    | Christopher Ridgway                                                  |
| 200 m                  | C5–6   | Du Chun Kim                                                                                           | Eric Stenback                                                                 | Freeman Register                                                     |
| 200 m                  | C7     | Peter Haber                                                                                           | -Sung Kook Kang                                                               | Haukur Gunnarsson                                                    |
| 200 m                  | C8     | Frank Bruno                                                                                           | Hoon Son                                                                      | José Manuel González                                                 |
| 200 m                  | TS1    | Joe Gaetani                                                                                           | Lukas Christen                                                                | Todd Schaffhauser                                                    |
| 200 m                  | TS2    | Tony Volpentest                                                                                       | Neil Fuller                                                                   | Dennis Oehler                                                        |
| 200 m                  | TS3    | Jerzy Szlezak                                                                                         | Pieter Badenhorst                                                             | Jarosław Wisniewski                                                  |
| 200 m                  | TS4    | Ajibola Adeoye                                                                                        | Nigel Coultas                                                                 | Neil Louw                                                            |
| 200 m                  | TW1    | Bart Dodson                                                                                           | Giuseppe Forni                                                                | Hans Lubbering                                                       |
| 200 m                  | TW2    | Shawn Meredith                                                                                        | Richard Reelie                                                                | André Beaudoin                                                       |
| 200 m                  | TW3    | John Lindsay                                                                                          | Marc Quessy                                                                   | Luke Gingras                                                         |
| 200 m                  | TW4    | Claude Issorat                                                                                        | Håkan Eriksson                                                                | Robert Figl                                                          |
| 400 m                  | B1     | Carlos Conceição Lopes                                                                                | Oscar Pupo                                                                    | Darren Collins                                                       |
| 400 m                  | B2     | Omar Turro Moya                                                                                       | José Antonio Sánchez Medina                                                   | Ingo Geffers                                                         |
| 400 m                  | B3     | Oleg Chepel                                                                                           | Brian Pegram                                                                  | Christophe Carayon                                                   |
| 400 m                  | C3–4   | David Larson                                                                                          | Ross Davis                                                                    | Christopher Ridgway                                                  |
| 400 m                  | C6     | Du Chun Kim                                                                                           | Michael Lagasse                                                               | Eric Stenback                                                        |
| 400 m                  | C7     | Peter Haber                                                                                           | Sung Kook Kang                                                                | Ahmed Hassan Mahmoud                                                 |
| 400 m                  | C8     | Frank Bruno                                                                                           | Javier Salmeron                                                               | José Manuel González                                                 |
| 400 m                  | TS2    | Joseph LeMar                                                                                          | Neil Fuller                                                                   | Stuart Braye                                                         |
| 400 m                  | TS3    | Pieter Badenhorst                                                                                     | Jerzy Szlezak                                                                 | Jeff Tiessen                                                         |
| 400 m                  | TS4    | Patrice Gerges                                                                                        | Nigel Coultas                                                                 | Neil Louw                                                            |
| 400 m                  | TW1    | Bart Dodson                                                                                           | Hans Lubbering                                                                | Rainer Küschall                                                      |
| 400 m                  | TW2    | Richard Reelie                                                                                        | Theo Duyvestijn                                                               | Bradley Ramage                                                       |
| 400 m                  | TW3    | Markus Pilz                                                                                           | Marc Quessy                                                                   | John Lindsay                                                         |
| 400 m                  | TW4    | Michael Noe                                                                                           | Claude Issorat \|                                                             | Hakan Ericsson                                                       |
| 800 m                  | B1     | Oscar Pupo                                                                                            | Robert Matthews                                                               | Paulo de Almeida Coelho                                              |
| 800 m                  | B2     | Waldemar Kikolski                                                                                     | José Antonio Sánchez Medina                                                   | Noel Thatcher                                                        |
| 800 m                  | B3     | Christophe Carayon                                                                                    | Said Gomez                                                                    | Sam Rickard                                                          |
| 800 m                  | C3–4   | David Larson                                                                                          | Ross Davis                                                                    | Christopher Ridgway                                                  |
| 800 m                  | C7–8   | Andrzej Wrobel                                                                                        | Heikki Lehikoinen                                                             | John Nethercott                                                      |
| 800 m                  | TS4    | José Javier Conde                                                                                     | Patrice Gerges                                                                | Sergey Silchenco                                                     |
| 800 m                  | TW1    | Bart Dodson                                                                                           | Rainer Küschall                                                               | Alvise De Vidi                                                       |
| 800 m                  | TW2    | Richard Reelie                                                                                        | Johann Kastner                                                                | Clayton Gerein                                                       |
| 800 m                  | TW3    | Heinz Frei                                                                                            | Jean-Marc Berset                                                              | Luke Gingras                                                         |
| 800 m                  | TW4    | Scot Hollonbeck                                                                                       | Jeffrey Adams                                                                 | Cisco Jeter                                                          |
| 1500 m                 | B1     | Paulo de Almeida Coelho                                                                               | Terje Loevaas                                                                 | Robert Matthews                                                      |
| 1500 m                 | B2     | Noel Thatcher                                                                                         | Waldemar Kikolski                                                             | José Antonio Sánchez Medina                                          |
| 1500 m                 | B3     | Christophe Carayon                                                                                    | Said Gomez                                                                    | Anthony Hamilton                                                     |
| 1500 m                 | C7–8   | John Nethercott                                                                                       | Heikki Lehikoinen                                                             | Andrzej Wrobel                                                       |
| 1500 m                 | TS4    | José Javier Conde                                                                                     | Sergey Silchenco                                                              | Yan Jian Wu                                                          |
| 1500 m                 | TW1    | Bart Dodson                                                                                           | Rainer Küschall                                                               | Giuseppe Forni                                                       |
| 1500 m                 | TW2    | Theo Duyvestijn                                                                                       | Richard Reelie                                                                | Clayton Gerein                                                       |
| 1500 m                 | TW3–4  | Michael Noe                                                                                           | Scot Hollonbeck                                                               | Marco Re Calegari                                                    |
| 5000 m                 | B1     | Robert Matthews                                                                                       | Paulo de Almeida Coelho                                                       | Terje Loevaas                                                        |
| 5000 m                 | B2     | Mariano Ruiz                                                                                          | Waldemar Kikolski                                                             | Michel Pavon                                                         |
| 5000 m                 | B3     | Said Gomez                                                                                            | Mark Farnell                                                                  | Jari Gusev                                                           |
| 5000 m                 | C5–8   | Benny Govaerts                                                                                        | David Howe                                                                    | Heikki Lehikoinen                                                    |
| 5000 m                 | TS4    | José Javier Conde                                                                                     | Yanjian Wu                                                                    | Angel Marin                                                          |
| 5000 m                 | TW1    | Bart Dodson                                                                                           | Rainer Küschall                                                               | Heinrich Koeberle                                                    |
| 5000 m                 | TW2    | Clayton Gerein                                                                                        | Johann Kastner                                                                | Christoph Etzlstorfer                                                |
| 5000 m                 | TW3–4  | Heinz Frei                                                                                            | Markus Pilz                                                                   | Enzo Masiello                                                        |
| 10000 m                | TS4    | José Javier Conde                                                                                     | Angel Marin                                                                   | Sergey Silchenco                                                     |
| 10000 m                | TW3–4  | André Viger                                                                                           | Heinz Frei                                                                    | Markus Pilz                                                          |
| Maratona               | B1     | Carlo Durante                                                                                         | Tofiri Kibuuka                                                                | Steve Brooks                                                         |
| Maratona               | B2     | Stephen Brunt                                                                                         | José Ortiz                                                                    | Paul Collet                                                          |
| Maratona               | B3     | Mark Farnell                                                                                          | Anton Sluka                                                                   | Timo Pulkkinen                                                       |
| Maratona               | TW1    | Heinrich Koeberle                                                                                     | Rainer Küschall                                                               | Giuseppe Forni                                                       |
| Maratona               | TW2    | Clayton Gerein                                                                                        | Christoph Etzlstorfer                                                         | Greg Smith                                                           |
| Maratona               | TW3–4  | Heinz Frei                                                                                            | Claude Issorat                                                                | Jeddie Schabort                                                      |
| Staffetta 4×100 m      | B1–B3  | Spagna Jorge Núñez Piris Marcelino Paz Juan Antonio Prieto Julio Requena                              | Regno Unito Andrew Curtis Robert Latham Brinley Reynolds Mark Whiteley        | Stati Uniti Andre Asbury Brian Pegram Chris Piper Courtney Williams  |
| Staffetta 4×100 m      | C5–8   | Stati Uniti Freeman Register James Anderson Gregory Taylor Thomas Dietz                               | Spagna Javier Salmeron Marcelino Saavedra Julian Galilea José Manuel González | Portogallo Stos. Correia Antonio Jose Silva Jose Dias Mario Santos   |
| Staffetta 4×100 m      | TS2–4  | Australia Allan Butler Neil Fuller Karl Feifar Rodney Nugent                                          | Stati Uniti Dennis Oehler Dana Jaster Joe Gaetani Tony Volpentest             | Austria Gunther Hirnbock Manfred Hartl Harald Roth Andreas Kramer    |
| Staffetta 4×100 m      | TW1–2  | Stati Uniti Paul Nitz Bart Dodson Bradley Ramage Shawn Meredith                                       | Australia Alan Dufty Greg Smith Fabian Blattman Vincenzo Vallelonga           | Svizzera Peter Schmid Giuseppe Forni Daniel Kamm Franz Weber         |
| Staffetta 4×100 m      | TW3–4  | Germania Robert Figl Winfried Sigg Guido Mueller Markus Pilz                                          | Canada Marc Quessy James Baker André Viger Daniel Wesley                      | Svizzera Urs Scheidegger Guido Muller Heinz Frei Daniel Bogli        |
| Staffetta 4×400 m      | B1–B3  | Spagna José Antonio Sánchez Medina Sergio Sánchez Hernández Juan Antonio Prieto Enrique Sánchez-Guijo | Regno Unito Simon Butler Andrew Curtis Noel Thatcher Mark Whiteley            | Italia Vincenzo Ciacio Claudio Costa Sandro Filipozzi Aldo Manganaro |
| Staffetta 4×400 m      | TW1–2  | Stati Uniti Bradley Ramage Herbert Burns Bart Dodson Shawn Meredith                                   | Svizzera Peter Schmid Rainer Küschall Daniel Kamm Franz Weber                 | Australia Alan Dufty Greg Smith Fabian Blattman Vincenzo Vallelonga  |
| Staffetta 4×400 m      | TW3–4  | Stati Uniti Michael Noe Cisco Jeter Thomas Sellers Scot Hollonbeck                                    | Canada Jeff Adams Luke Gingras André Viger Marc Quessy                        | Germania Guido Mueller Markus Pilz Winfried Sigg Robert Figl         |
| Salto in alto          | B2     | Alejo Velez                                                                                           | Juan Carlos Prieto                                                            | Mohamad Khasseri Othman Akihito Motohashi                            |
| Salto in alto          | B3     | Jonathan Orcutt                                                                                       | Enest Bliey                                                                   | Olaf Mehlmann                                                        |
| Salto in alto          | J1     | Arnold Boldt                                                                                          | Hans Santschi                                                                 | Andreas Siegl                                                        |
| Salto in alto          | J2     | Ti Zhao                                                                                               | Alessandro Kuris                                                              | Michael Hackett                                                      |
| Salto in alto          | J4     | Xue Zhao                                                                                              | Shao Yang                                                                     | Dana Jaster                                                          |
| Salto in lungo         | B1     | Mineho Ozaki                                                                                          | Yean Kil Jung                                                                 | Robert Latham                                                        |
| Salto in lungo         | B2     | Wentao Huang                                                                                          | Juan Viedma Castillo                                                          | Koichi Takada                                                        |
| Salto in lungo         | B3     | Enest Bliey                                                                                           | Kurt van Raefelghem                                                           | Uwe Mehlmann                                                         |
| Salto in lungo         | C7–8   | Darren Thrupp                                                                                         | Peter Haber                                                                   | Hoon Son                                                             |
| Salto in lungo         | J1     | Gunther Belitz                                                                                        | Al Mead                                                                       | Andreas Siegl                                                        |
| Salto in lungo         | J2     | Dennis Oehler                                                                                         | Karl Feifar                                                                   | Matthew Bulow                                                        |
| Salto in lungo         | J4     | Rubén Álvarez Serrano                                                                                 | Georgios Toptsis                                                              | Patrice Gerges                                                       |
| Salto triplo           | B1     | José Manuel Rodríguez Ibáñez                                                                          | Sergej Sevost'janov                                                           | Robert Latham                                                        |
| Salto triplo           | B2     | Juan Viedma Castillo                                                                                  | Aleksei Lashmanov                                                             | Wentao Huang                                                         |
| Salto triplo           | B3     | Enrique Cepeda Caballero                                                                              | Donko Angelov                                                                 | Ulrich Striegel                                                      |
| Salto triplo           | J3–4   | Shao Yang                                                                                             | Lin Qiu                                                                       | Rubén Álvarez Serrano                                                |
| Lancio della clava     | C6     | Dae Kwan Kim                                                                                          | Keith Gardner                                                                 | S. da Costa Neto                                                     |
| Lancio del disco       | B1     | Alfonso Fidalgo                                                                                       | Siegmund Turteltaube                                                          | Richard Ruffalo                                                      |
| Lancio del disco       | B2     | Sergej Chodakov                                                                                       | Gueorgui Sakelarov                                                            | Yolmer Urdaneta                                                      |
| Lancio del disco       | B3     | Russell Short                                                                                         | France Gagne                                                                  | Attila Pazinczar                                                     |
| Lancio del disco       | C5     | Willem Noorduin                                                                                       | Denton Johnson                                                                | Thomas Becke                                                         |
| Lancio del disco       | C7     | Franjo Izlakar                                                                                        | Anton Scheiber                                                                | Hossein Agha-Barghchi                                                |
| Lancio del disco       | THS2   | Horst Beyer                                                                                           | John Eden                                                                     | Roberto Simonazzi                                                    |
| Lancio del disco       | THS3   | Urs Kolly                                                                                             | Said Afifi                                                                    | Ahmed E. Khalaf                                                      |
| Lancio del disco       | THS4   | Jerzy Dabrowski                                                                                       | Harald Roth                                                                   | Dusan Leipert                                                        |
| Lancio del disco       | THW2–3 | Heinz Jakob                                                                                           | Gabriel Diaz de Leon                                                          | Khaled Al Saqer                                                      |
| Lancio del disco       | THW4   | Leon Labuschagne                                                                                      | Bruce Wallrodt                                                                | Hubertus Brauner                                                     |
| Lancio del disco       | THW5   | Jacques Martin                                                                                        | Terence Hopkins                                                               | Arnold Astrada                                                       |
| Lancio del disco       | THW6   | Ahmed Elsayed                                                                                         | Terry Giddy                                                                   | Kevan Baker                                                          |
| Lancio del disco       | THW7   | Hany Mohamed                                                                                          | Mohamed Abdulla Mohamed                                                       | Maurizio Nalin                                                       |
| Lancio del giavellotto | B1     | Jorge Mendoza                                                                                         | Richard Ruffalo                                                               | Mineho Ozaki                                                         |
| Lancio del giavellotto | B2     | Siegmund Hegeholz                                                                                     | Sergej Chodakov                                                               | Andrzej Godlewski                                                    |
| Lancio del giavellotto | B3     | Haruo Takeuchi                                                                                        | Jason Delesalle                                                               | Russell Short                                                        |
| Lancio del giavellotto | C5     | Paul Williams                                                                                         | Shane Grenfell                                                                | Thomas Becke                                                         |
| Lancio del giavellotto | C6     | Yuon Bong Choi                                                                                        | Fahed Al-Mutairi                                                              | Dae Kwan Kim                                                         |
| Lancio del giavellotto | C7     | Antti Makinen                                                                                         | Do Hyung Han                                                                  | Ken Churchill                                                        |
| Lancio del giavellotto | THS2   | Ahmed Mohamed                                                                                         | Joerg Frischmann                                                              | Hubert Burschgens                                                    |
| Lancio del giavellotto | THS3   | Chang Ting Sun                                                                                        | Tony Head                                                                     | Dirk Mimberg                                                         |
| Lancio del giavellotto | THS4   | Harald Roth                                                                                           | Jerzy Dabrowski                                                               | Boochit Aungkulanavin                                                |
| Lancio del giavellotto | THW2   | Horacio Bascioni                                                                                      | Douglas Heir                                                                  | Hal Merrill                                                          |
| Lancio del giavellotto | THW3   | Gabriel Diaz de Leon                                                                                  | Christos Agourakis                                                            | Vladimir Potapenko                                                   |
| Lancio del giavellotto | THW4   | Bruce Wallrodt                                                                                        | Avaz Azmoudeh                                                                 | Stefan Bogdan                                                        |
| Lancio del giavellotto | THW5   | Mikael Saleva                                                                                         | Jacques Martin                                                                | Gustavo Ariosa                                                       |
| Lancio del giavellotto | THW6   | Derrick Hyman                                                                                         | Ian Hayden                                                                    | Jefferson Davis                                                      |
| Lancio del giavellotto | THW7   | Aly Mohamed                                                                                           | Mohamed Said                                                                  | David Plowright                                                      |
| Getto del peso         | B1     | Alfonso Fidalgo                                                                                       | Andrés Martínez Sánchez                                                       | James Mastro                                                         |
| Getto del peso         | B2     | Gueorgui Sakelarov                                                                                    | Sergej Chodakov                                                               | Karl Mayr                                                            |
| Getto del peso         | B3     | Russell Short                                                                                         | Jonathan Ward                                                                 | Jorma Laitinen                                                       |
| Getto del peso         | C3–4   | Michael Walker                                                                                        | Antoine Delaune                                                               | Eric Owens                                                           |
| Getto del peso         | C5     | Willem Noorduin                                                                                       | Thomas Becke                                                                  | Denton Johnson                                                       |
| Getto del peso         | C6     | Alex Hermans                                                                                          | Hossein Agha-Barghchi                                                         | Dae Kwan Kim                                                         |
| Getto del peso         | C7     | Franjo Izlakar                                                                                        | Rick Gronman                                                                  | Anton Scheiber                                                       |
| Getto del peso         | THS2   | Joerg Frischmann                                                                                      | Detlef Eckert                                                                 | Victor Khilmonchik                                                   |
| Getto del peso         | THS3   | Zhen Yu Yao                                                                                           | Jim McElhiney                                                                 | Dirk Mimberg                                                         |
| Getto del peso         | THS4   | Jerzy Dabrowski                                                                                       | Aymen Ibrahim                                                                 | Max Bergbauer                                                        |
| Getto del peso         | THW2   | Douglas Heir                                                                                          | Horacio Bascioni                                                              | Hal Merrill                                                          |
| Getto del peso         | THW3   | Heinz Jakob                                                                                           | Vladimir Potapenko                                                            | Christos Agourakis                                                   |
| Getto del peso         | THW4   | Luiz Pereira                                                                                          | Bruce Wallrodt                                                                | Hubertus Brauner                                                     |
| Getto del peso         | THW5   | Terence Hopkins                                                                                       | Arnold Astrada                                                                | Jacques Martin                                                       |
| Getto del peso         | THW6   | Terry Pickinpaugh                                                                                     | Ian Hayden                                                                    | Terry Giddy                                                          |
| Getto del peso         | THW7   | Hany Mohamed                                                                                          | Aly Mohamed                                                                   | Ernest Guild                                                         |
| Pentathlon             | B1     | Sergej Sevost'janov                                                                                   | Vytautas Girnius                                                              | Jorge Mendoza                                                        |
| Pentathlon             | B2     | Miroslaw Pych                                                                                         | Juan Antonio Prieto                                                           | Frantisek Godri                                                      |
| Pentathlon             | PS3    | Roberto Simonazzi                                                                                     | Kerrod McGregor                                                               | Detlef Eckert                                                        |
| Pentathlon             | PS4    | Manfred Hartl                                                                                         | Dennis Oehler                                                                 | Thomas Bourgeois                                                     |
| Pentathlon             | PW3–4  | Vojtech Vasicek                                                                                       | José Abal                                                                     | Kevin Saunders                                                       |

### Gare femminili
| Evento                 | Cat.  | Oro                                                                 | Argento                                                                   | Bronzo                                                  |
| ---------------------- | ----- | ------------------------------------------------------------------- | ------------------------------------------------------------------------- | ------------------------------------------------------- |
| 100 m                  | B1    | Purificación Santamarta                                             | Purificación Ortiz                                                        | Tracey Hinton                                           |
| 100 m                  | B2    | Ádria Santos                                                        | Rima Batalova                                                             | Beatriz Mendoza                                         |
| 100 m                  | B3    | Marla Runyan                                                        | Olga Churkina                                                             | Sharon Bolton                                           |
| 100 m                  | C5–6  | Caroline Innes                                                      | Cornelia Teubner                                                          | Myung Ja Kim                                            |
| 100 m                  | C7–8  | Alison Quinn                                                        | Esther Cruice                                                             | Maki Okada                                              |
| 100 m                  | TS4   | Jessica Sachse                                                      | Annely Ojastu                                                             | Irina Leontiouk                                         |
| 100 m                  | TW2   | Cristeen Smith                                                      | Florence Gossiaux                                                         | Leticia Torres                                          |
| 100 m                  | TW3   | Tanni Grey-Thompson                                                 | Ingrid Lauridsen                                                          | Colette Bourgonje                                       |
| 100 m                  | TW4   | Louise Sauvage                                                      | Monica Wetterstrom                                                        | Daniela Jutzeler                                        |
| 200 m                  | B1    | Purificación Santamarta                                             | Tracey Hinton                                                             | Purificación Ortiz                                      |
| 200 m                  | B2    | Rima Batalova                                                       | Marsha Green                                                              | Beatriz Mendoza                                         |
| 200 m                  | B3    | Marla Runyan                                                        | Olga Churkina                                                             | Sharon Bolton                                           |
| 200 m                  | C7–8  | Alison Quinn                                                        | Esther Cruice                                                             | Maki Okada                                              |
| 200 m                  | TS4   | Jessica Sachse                                                      | Ljubov' Malakhova                                                         | Irina Leontiouk                                         |
| 200 m                  | TW2   | Jean Waters                                                         | Kristine Harder                                                           | Leticia Torres                                          |
| 200 m                  | TW3   | Tanni Grey-Thompson                                                 | Ingrid Lauridsen                                                          | Patricia Durkin                                         |
| 200 m                  | TW4   | Louise Sauvage                                                      | Monica Wetterstrom                                                        | Chantal Petitclerc                                      |
| 400 m                  | B1    | Purificación Santamarta                                             | Tracey Hinton                                                             | Sigita Kriaučiūnienė                                    |
| 400 m                  | B2    | Rima Batalova                                                       | Claudia Meier                                                             | Marsha Green                                            |
| 400 m                  | B3    | Marla Runyan                                                        | Sharon Bolton                                                             | Olga Churkina                                           |
| 400 m                  | C7–8  | Esther Cruice                                                       | Maki Okada                                                                | Alma Rock                                               |
| 400 m                  | TW2   | Kristine Harder                                                     | Jean Waters                                                               | Leticia Torres                                          |
| 400 m                  | TW3   | Tanni Grey-Thompson                                                 | Ingrid Lauridsen                                                          | Francesca Porcellato                                    |
| 400 m                  | TW4   | Louise Sauvage                                                      | Connie Hansen                                                             | Monica Wetterstrom                                      |
| 800 m                  | B1    | Purificación Santamarta                                             | Sigita Kriaučiūnienė                                                      | Pavla Valníčková                                        |
| 800 m                  | B2    | Rima Batalova                                                       | Claudia Meier                                                             | Pamela McGonigle                                        |
| 800 m                  | TW2   | Kristine Harder                                                     | Leticia Torres                                                            | Florence Gossiaux                                       |
| 800 m                  | TW3   | Tanni Grey-Thompson                                                 | Ingrid Lauridsen                                                          | Colette Bourgonje                                       |
| 800 m                  | TW4   | Connie Hansen                                                       | Louise Sauvage                                                            | Chantal Petitclerc                                      |
| 1500 m                 | B1    | Pavla Valníčková                                                    | Sigita Kriaučiūnienė                                                      | Mayte Espinosa                                          |
| 1500 m                 | B2    | Rima Batalova                                                       | Claudia Meier                                                             | Pamela McGonigle                                        |
| 1500 m                 | TW3–4 | Connie Hansen                                                       | Monica Wetterstrom                                                        | Jennette Jansen                                         |
| 3000 m                 | B1    | Pavla Valníčková                                                    | Sigita Kriaučiūnienė                                                      | Gaudelia Diaz                                           |
| 3000 m                 | B2    | Pamela McGonigle                                                    | Claudia Meier                                                             | Danute Smidek                                           |
| 5000 m                 | TW3–4 | Lily Anggreny                                                       | Jennette Jansen                                                           | Barbara Maier                                           |
| 10000 m                | TW3–4 | Connie Hansen                                                       | Lily Anggreny                                                             | Ann Cody                                                |
| Maratona               | TW3–4 | Connie Hansen                                                       | Jennette Jansen                                                           | Lily Anggreny                                           |
| Staffetta 4×100 m      | TW3–4 | Stati Uniti Candace Cable Jean Driscoll Ann Cody Carol Hetherington | Regno Unito Tanni Grey-Thompson Yvonne Holloway Rosemary Hill Tracy Lewis | Messico Dora Garcia Juana Soto Araceli Castro Rosa Vera |
| Salto in lungo         | B1    | Purificación Ortiz                                                  | Anette Burger                                                             | Kerstin Gaedicke                                        |
| Salto in lungo         | B2    | Raisa Zhuravleva                                                    | Magdalena Amo                                                             | Ana Lopez                                               |
| Salto in lungo         | B3    | Marla Runyan                                                        | Jihong Zhao                                                               | Pavla Zemanova                                          |
| Lancio del disco       | B1    | Ljiljana Ljubisic                                                   | Martina Willing                                                           | Pei Zheng                                               |
| Lancio del disco       | B2    | Nada Vuksanovic                                                     | Jodi Willis-Roberts                                                       | Mona Ullmann                                            |
| Lancio del disco       | B3    | Tamara Sivakova                                                     | Bridie Lynch                                                              | Ilona Thomas                                            |
| Lancio del disco       | C5–8  | Joanne Bouw                                                         | Ann-Gael de Saint                                                         | Renate Kuin                                             |
| Lancio del disco       | THS2  | Yu Kun Liu                                                          | Madeleine Deouwi                                                          | Araceli Castro                                          |
| Lancio del disco       | THW4  | Miloslava Behalova                                                  | Adelah Al-Roumi                                                           | Jackie Wulftange                                        |
| Lancio del disco       | THW5  | Marianne Buggenhagen                                                | Vera Jiraskova                                                            | Laura Schwanger                                         |
| Lancio del disco       | THW7  | Suely Guimarães                                                     | Kathryne Lynne Carlton                                                    | Sylvia Grant                                            |
| Lancio del giavellotto | B1-3  | Martina Willing                                                     | Jenny Bergstrom                                                           | Mona Ullmann                                            |
| Lancio del giavellotto | C5–8  | Joanne Bouw                                                         | Renata Chilewska                                                          | Ann-Gael de Saint                                       |
| Lancio del giavellotto | THS2  | Donna Smith                                                         | Madeleine Deouwi                                                          | Araceli Castro                                          |
| Lancio del giavellotto | THW5  | Marianne Buggenhagen                                                | Laura Schwanger                                                           | Milka Milinković                                        |
| Lancio del giavellotto | THW7  | Mary Nakhumicha                                                     | Sylvia Grant                                                              | Rose Atieno Olang                                       |
| Getto del peso         | B1    | Pei Zheng                                                           | Ljiljana Ljubisic                                                         | Martina Willing                                         |
| Getto del peso         | B2    | Jodi Willis-Roberts                                                 | Nada Vuksanovic                                                           | Mona Ullmann                                            |
| Getto del peso         | C5–8  | Joanne Bouw                                                         | Ann-Gael de Saint                                                         | Renate Kuin                                             |
| Getto del peso         | THS2  | Madeleine Deouwi                                                    | Donna Smith                                                               | Consuelo Rodriguez                                      |
| Getto del peso         | THW5  | Marianne Buggenhagen                                                | Laura Schwanger                                                           | Dragica Lapornik                                        |
| Getto del peso         | THW7  | Kathryne Lynne Carlton                                              | Eva Burgunder                                                             | Ethel Elaine Ord                                        |
| Pentathlon             | B3    | Raisa Zhuravleva                                                    | Bridie Lynch                                                              | Barbara Kucharczyk                                      |
| Pentathlon             | PW3–4 | Marianne Buggenhagen                                                | Laura Schwanger                                                           | Malda Baumgarte                                         |